# FreeBASIC
FreeBASIC — язык программирования высокого уровня по синтаксису наиболее близкий к QuickBASIC, а также компилятор для него (FreeBASIC Compiler). Первоначально компилятор разрабатывался как свободная альтернатива Microsoft QuickBasic, но скоро обзавёлся новыми возможностями, превратившись в мощное средство разработки. Хотя первые версии компилятора были написаны на Visual Basic, теперь он может откомпилировать сам себя.

## Компилятор
Компилирует QBasic и FreeBASIC код в 32 и 64-битные исполняемые Win32, DOS (в защищённом режиме) и Linux x86 модули.
Ассемблирование и компоновка производятся с помощью GNU Binutils.
Компилятор распространяется на условиях GNU GPL, стандартная библиотека — на GNU LGPL.
Имеется несколько сред разработки, в качестве отладчика можно использовать GNU Debugger (также поддерживается gprof).

## Язык
Несмотря на то, что компилятор имеет совместимость с QuickBASIC, в язык FreeBASIC были добавлено множество расширений и возможностей для соответствия современным требованиям, стандартам и совместимостью с библиотеками и API написанными на C/C++. Начиная с версии 0.17 пользователь может выбрать три режима компиляции (опция -lang): режим совместимости с QuickBASIC (qb), старыми версиями FreeBASIC (deprecated), и стандартный режим, включающий в себя все последние изменения и возможности.

### Новые возможности и расширения[4]
- Поддержка Юникода.
- Множество встроенных типов переменных (Byte, UByte, Short, UShort, Integer, UInteger, LongInt, ULongInt, Single, Double, Boolean, String, ZString, WString).
- Типы данных определяемые пользователем (бесконечная вложенность, Union, тип поля (array, function, bit fields)).
- Пространства имён.
- Перечисляемый тип (Enum).
- Новые возможности при работе с массивами (до 2 ГБ размером, Redim Preserve).
- Указатели (указатели на любые типы данных, неограниченная косвенная адресация).
- Перегрузка функций и операторов.
- Необязательные аргументы функций.
- Встроенный ассемблер (ассемблерные инструкции в исходном коде программы).
- Препроцессоры.
- Typedefs.
- Конструкторы и деструкторы классов.
- Улучшенная графическая библиотека.

### Поддержка библиотек функций прикладного программирования
- Создание интерфейсов: GTK, FLTK, IUP, WINAPI и др.
- Регулярные выражения: PCRE
- Автоматизация IE и Microsoft Office: Disphelper
- Звук: BASS, fbsound, FMOD и др.
- Графика: Сairo, FreeType, Allegro, DevIL, FreeImage, DISLIN и др.
- Создание PDF: CD, LibHaru
- Базы данных: mysql, sqlite, postgresql
- Сеть: Curl и др.
- Архивы: Zlib, libzip и др.

### Примеры программ

#### Hello, World!
Используя встроенную библиотеку FreeBASIC:
```
Print
 
"Hello, World!"

```

Используя стандартную библиотеку C:
```
#
Include
 
"crt.bi"

puts
(
!
"Hello, World!\n"
)

```

Используя Windows API:
```
#
Include
 
"windows.bi"

MessageBox
(
Null
,
 
"Hello, World!"
,
 
"Message"
,
 
MB_OK
)

```

### Объектно-ориентированное программирование
```
' Класс вектора

Type
 
Vector

	
W
 
As
 
Integer

	
H
 
As
 
Integer

	
Declare
 
Constructor
(
nW
 
As
 
Integer
,
 
nH
 
As
 
Integer
)

End
 
Type

 

Constructor
 
Vector
(
nW
 
As
 
Integer
,
 
nH
 
As
 
Integer
)

	
W
 
=
 
nW

	
H
 
=
 
nH

End
 
Constructor

 

' Класс для создания объекта

Type
 
AObject

	
Private:

		
X
 
As
 
Integer

		
Y
 
As
 
Integer

		
Movement
 
As
 
Vector
 
Pointer

	
Public:

		
' Видимые извне методы, включая конструктор и деструктор

		
Declare
 
Constructor
(
nX
 
As
 
Integer
,
 
nY
 
As
 
Integer
)

		
Declare
 
Destructor
()

		
Declare
 
Sub
 
SetMotion
 
(
Motion
 
As
 
Vector
 
Pointer
)

		
Declare
 
Sub
 
Move
()

		
Declare
 
Property
 
GetX
 
As
 
Integer

End
 
Type

 

' Установка значений по умолчанию

Constructor
 
AObject
(
nX
 
As
 
Integer
,
 
nY
 
As
 
Integer
)

	
X
 
=
 
nX

	
Y
 
=
 
nY

End
 
Constructor

 

' Освобождение памяти

Destructor
 
AObject
()

	
Delete
 
Movement

End
 
Destructor

 

' Установка вектора

Sub
 
AObject
.
SetMotion
(
Motion
 
As
 
Vector
 
Pointer
)

	
Movement
 
=
 
Motion

End
 
Sub

 

' Перемещает объект по его вектору

Sub
 
AObject
.
Move
()

	
X
 
+=
 
Movement
->
W

	
Y
 
+=
 
Movement
->
H

End
 
Sub

 

' Возвращает координату X, недоступную извне

Property
 
AObject
.
GetX
 
As
 
Integer

	
Return
 
X

End
 
Property

 

' Фактическое начало программы 

 

' Создание экземпляра класса с координатами (100, 100)

Dim
 
Player
 
As
 
AObject
 
=
 
Type
<
AObject
>
(
100
,
 
100
)

 

' Создание вектора с начальными значениями (-10, 5) и перемещение позиции объекта

Player
.
SetMotion
(
New
 
Vector
(
-10
,
 
5
))

 

' Перемещение объекта

Player
.
Move
()

 

' Получаем координату X и выводим на консоль

Print
 
Player
.
GetX

 

' Деструктор объекта «Player» вызывается тогда, когда объект покидает зону видимости

' Так как «Player» является локальной переменной, деструктор вызывается автоматически

'Ожидаем нажатия любой клавиши

Sleep

```